# Notopleura polyphlebia
Notopleura polyphlebia là một loài thực vật có hoa trong họ Thiến thảo. Loài này được (Donn.Sm.) C.M.Taylor mô tả khoa học đầu tiên năm 2001.